# 湖北爱骑士体育用品有限公司
湖北爱骑士体育用品有限公司是一家位于中国湖北省黄石市阳新县经济开发区兴业大道的摩托车头盔设计与制造企业，成立于2018年5月。公司主要从事摩托车头盔的研发、生产与国内外销售，产品涵盖碳纤维、玻璃纤维等复合材料头盔。

## 公司概况
- 注册资本：人民币1,000万元[4]。
- 总投资：约人民币1.2亿元[5]。
- 占地与厂房面积：位于城北工业园，占地面积50亩，厂房面积约33,000平方米[6]。

## 人员与研发
- 从业人员：约200余人（2024年数据）[7]。
- 研发团队：包括若干国外设计师与国内技术人员，公司具备独立测试实验室[8]。

## 生产与销售
- 年产量 / 年产值：年产量约40万只头盔，2024年产值约2,000万美元[9]。
- 产品出口至包括欧盟在内的20多个国家和地区[10]。
- 合作客户包括Louis、KTM、Astone、Polo及Indian等[11]。

## 资质与荣誉
- 通过中国3C认证、ISO 9000质量管理体系认证、欧盟ECE R22.06认证、美国DOT FMVSS218认证[12]。
- 被认定为国家高新技术企业和规上企业[13]。
- 2024年入选湖北省“专精特新”小巨人企业，2025年4月产品荣获“湖北精品”称号[14]。

## 社会活动
公司多次参与“一盔一带，极目护航”安全宣传活动，向公众赠送安全头盔。